# 부프테아

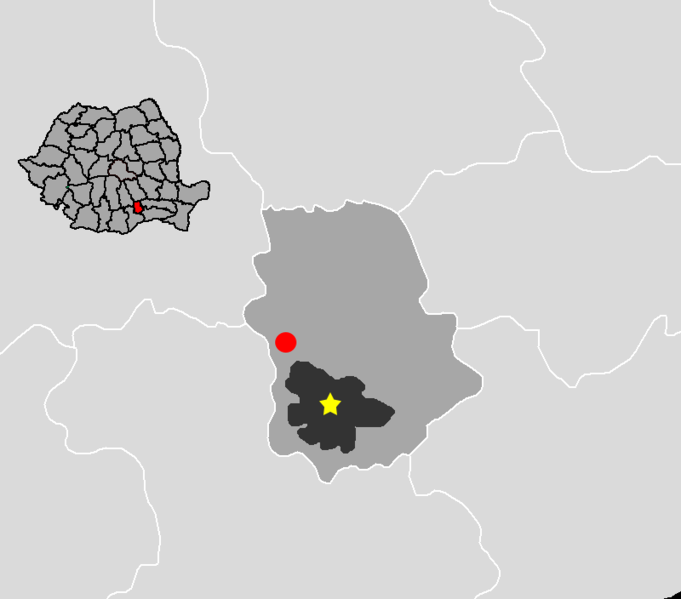
부프테아(빨간색 점)의 위치 (노란색 별은 부쿠레슈티)

부프테아(루마니아어: Buftea)는 루마니아 일포브 주의 주도로, 면적은 57.36km2, 인구는 25,105명(2002년 기준)이다. 부쿠레슈티(루마니아의 수도)에서 북서쪽으로 20km 정도 떨어진 곳에 위치한다.

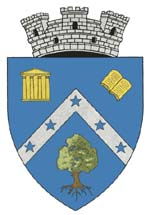
시 문장

## 인구
| 연도              | 인구   | ±%     |
| ----------------- | ------ | ------ |
| 1977              | 14,891 | —      |
| 1992              | 19,399 | +30.3% |
| 2002              | 19,617 | +1.1%  |
| 2011              | 21,960 | +11.9% |
| 출처: Census data |        |        |